# PXK
PXK‏ (None) هوَ بروتين يُشَفر بواسطة جين PXK في الإنسان.